# 鈴木晶子 (バレーボール)
鈴木 晶子（すずき あきこ、現姓：柳原、1969年5月24日 - ）は、日本の元女子バレーボール選手。

## 来歴
北海道函館市出身。旭川実業高校時代に春高バレーで活躍し、同学年の松川一代（元ダイエー）らと共に注目された。
1988年、東洋紡に入部。1990年には代表に選出され、同年の世界選手権でもスタメン出場し活躍。2年後のバルセロナ五輪も期待されていた。しかし、翌年以降代表から外れ、結局これ以降代表メンバーに選出されることはなかった。
しかし、所属チームの東洋紡では、坂本清美と共に苦しい状況にあったチームの中心選手として活躍。1994年に小田急ジュノーに移籍。Vリーグで2年プレーした後に現役を退いた。

## 球歴
- 全日本代表 - 1990年
- 全日本代表としての主な国際大会出場歴 
  - 世界選手権 - 1990年

## 所属チーム
- 旭川実業高校
- 東洋紡オーキス（1988-1994年）
- 小田急ジュノー（1994-1996年）